# Feira Internacional do Ar e Espaço (show aéreo)
A Feira Internacional do Ar e Espaço (FIDAE) é um show aéreo que ocorre no Chile a cada dois anos.

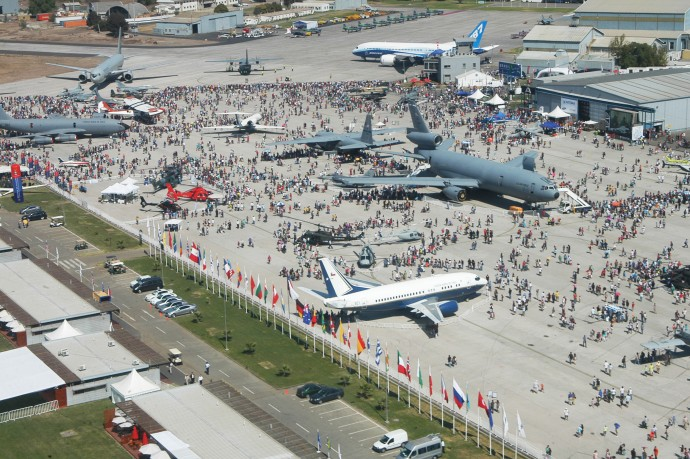
Inauguração do FIDAE de 2014

Serve como plataforma comercial, sendo um evento importante na América Latina devido aos anos de duração e número significativo de expositores representando variadas empresas e países, assim como mostra aberta para público em geral. Atualmente é realizada na base aérea da segunda brigada aérea da Força Aérea Chilena, ao lado do Aeroporto Internacional Comodoro Arturo Merino Benítez na cidade de Santiago (Chile).

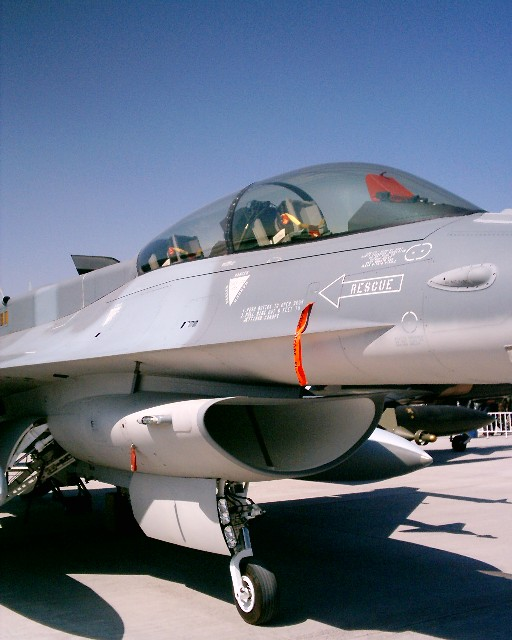
F-16 chileno na Feira Internacional do Ar e Espaço.

É a feira mais importante na América Latina no hemisfério sul assim como a terceira em nível mundial. 